# (32564) Glass
Pour les articles homonymes, voir Glass.
(32564) Glass est un astéroïde de la ceinture principale.

## Description
(32564) Glass est un astéroïde de la ceinture principale. Il fut découvert le 20 août 2001 à Terre Haute par Chris Wolfe. Il présente une orbite caractérisée par un demi-grand axe de 2,63 UA, une excentricité de 0,17 et une inclinaison de 11,5° par rapport à l'écliptique.

## Compléments